# Emblema di Hong Kong
L'emblema di Hong Kong è stato adottato nel 1997, dopo il trasferimento della sovranità regionale di Hong Kong dal Regno Unito alla Cina.

## Descrizione
L'emblema è lo stesso che è presente sulla bandiera di Hong Kong in una forma circolare, ossia la Bauhinia blakeana stilizzata bianca su sfondo rosso. L'anello bianco esterno contiene la dicitura del nome ufficiale territoriale in caratteri cinesi tradizionali e nella forma abbreviata in lingua inglese.
Nello stemma del periodo coloniale britannico, lo scudo centrale raffigura sulla parte inferiore due giunche a tre alberi e su quella superiore una corona navale, a ricordare l'importanza di Hong Kong come porto internazionale; sulla cima di esso vi è un leone coronato che tiene una perla. Rispettivamente a sinistra e a destra dello scudo fanno da supporto un leone e un drago, animali simbolo della Gran Bretagna e della Cina.